# Santuario de San Francisco da Paola (Milazzo)
La iglesia de San Francesco di Paola o santuario de San Francesco di Paola con el convento contiguo de la Orden de los Mínimos se encuentran en la colina de San Biagio, el conjunto de artefactos constituye uno de los complejos monumentales más espectaculares de la ciudad de Milazzo. Perteneciente a la archidiócesis de Messina-Lipari-Santa Lucia del Mela, vicariato de Milazzo bajo el patrocinio de San Francesco di Paola, arcipreste de Milazzo .

## Historia

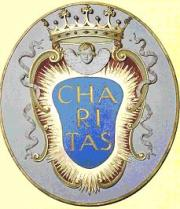
El escudo de armas de la orden de los Mínimos.

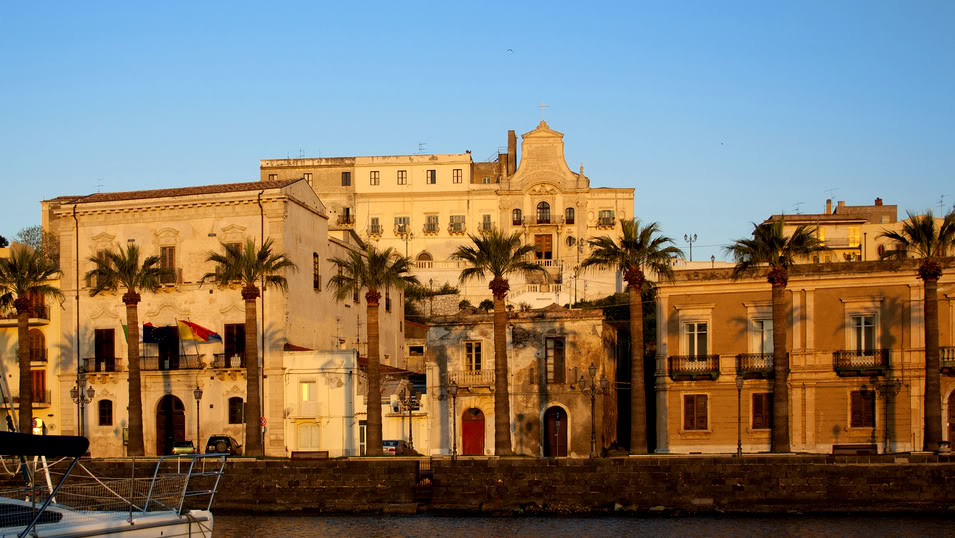
Vista general.

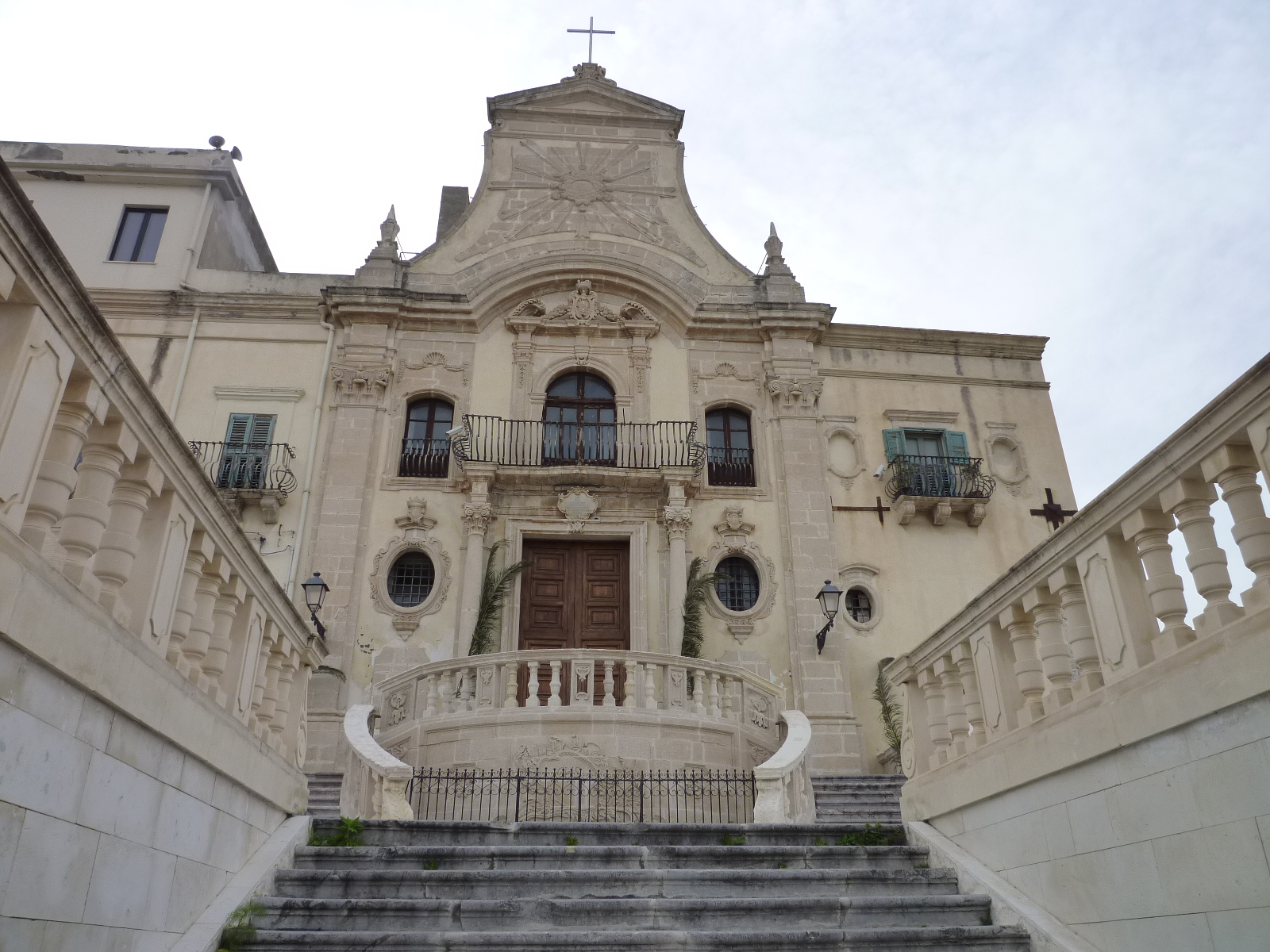
Alzado de la escalera monumental.

### época aragonesa
El actual santuario de San Francesco di Paola, único en Sicilia (todos los demás lugares de culto de la isla son iglesias dedicadas a su figura), fue construido personalmente por la santa milagrosa de Paola durante su estancia en Milazzo entre 1464 y 1467.. El primitivo lugar sagrado dedicado al culto de Jesús y María, construido sobre las ruinas de una pequeña iglesia dedicada a San Biagio dei Ragusei en la colina del mismo nombre,  tenía una orientación diferente. Junto a la iglesia se construyó un oratorio de la recién formada Orden de los Mínimos dedicada a Jesús y María. La estructura de menor tamaño se dispuso en el mismo eje con el ábside y la entrada principal invertidos respecto al desarrollo actual, por lo que la fachada orientada al oeste permitía el acceso desde la vía principal que conectaba el barrio de San Papino con la Ciudad Amurallada. En el cercano barrio de San Papino había una puerta en las murallas de la ciudad llamada Porta di San Papino que luego cambió a Porta di San Francesco di Paola. También en el este se construyó posteriormente una puerta llamada Porta Alemanna o Porta di San Gennaro, que debido a su proximidad inmediata al lugar de culto, la gente común también la llamaba Porta di San Francesco di Paola. Por lo tanto, San Francisco de Paula colaboró activa y eficazmente en la construcción del primitivo templo y del monasterio contiguo, ambos dedicados a Jesús y María. Sólo después de su canonización, el 1 de mayo de 1519, todo el complejo recibió su nombre.

### Época española
En 1579, los jurados de Milazzo concedieron a la Orden todo el terreno de la colina de San Biagio para favorecer el crecimiento de la comunidad.
El desarrollo urbano, el ímpetu artístico post-renacentista favorecido por el florecimiento del estilo barroco, dictado por las reconstrucciones a raíz de los numerosos terremotos, imponen reconstrucciones y ampliaciones de los postes monumentales que suponen, en cuanto a la catedral de Santa Maria Assunta de la cercana Santa Lucia del Mela o de la catedral de Santa Maria Assunta en Castroreale, la rotación o vuelco del eje de la nave principal. En el caso concreto del santuario, el derrumbe se produjo a principios del siglo XVII, probablemente durante las obras de restauración que se produjeron cerca de dos terremotos desastrosos: el del 25 de agosto de 1613 conocido como "terremoto de Naso" que afectó a todo el norte costa de Messina y el terremoto conocido como terremoto de Calabria del 27 de marzo de 1638. En 1620 el convento de Milazzo se convirtió en la casa del noviciado de la provincia monástica de Messina. Ese mismo año se amplió la iglesia que sufrió el derrumbe. Después del terremoto de Val di Noto en 1693, los trabajos de restauración de la iglesia adquirieron connotaciones y contaminaciones del estilo barroco tardío como la mayoría de los edificios de la ciudad, en este caso se extendió la corriente universalmente conocida como barroco siciliano.

### Época borbónica

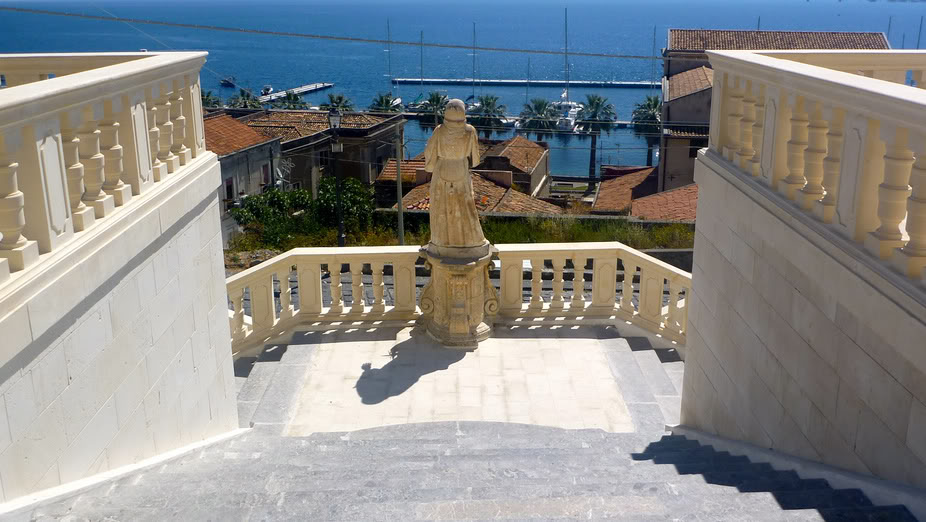
Vista al mar desde las escaleras.

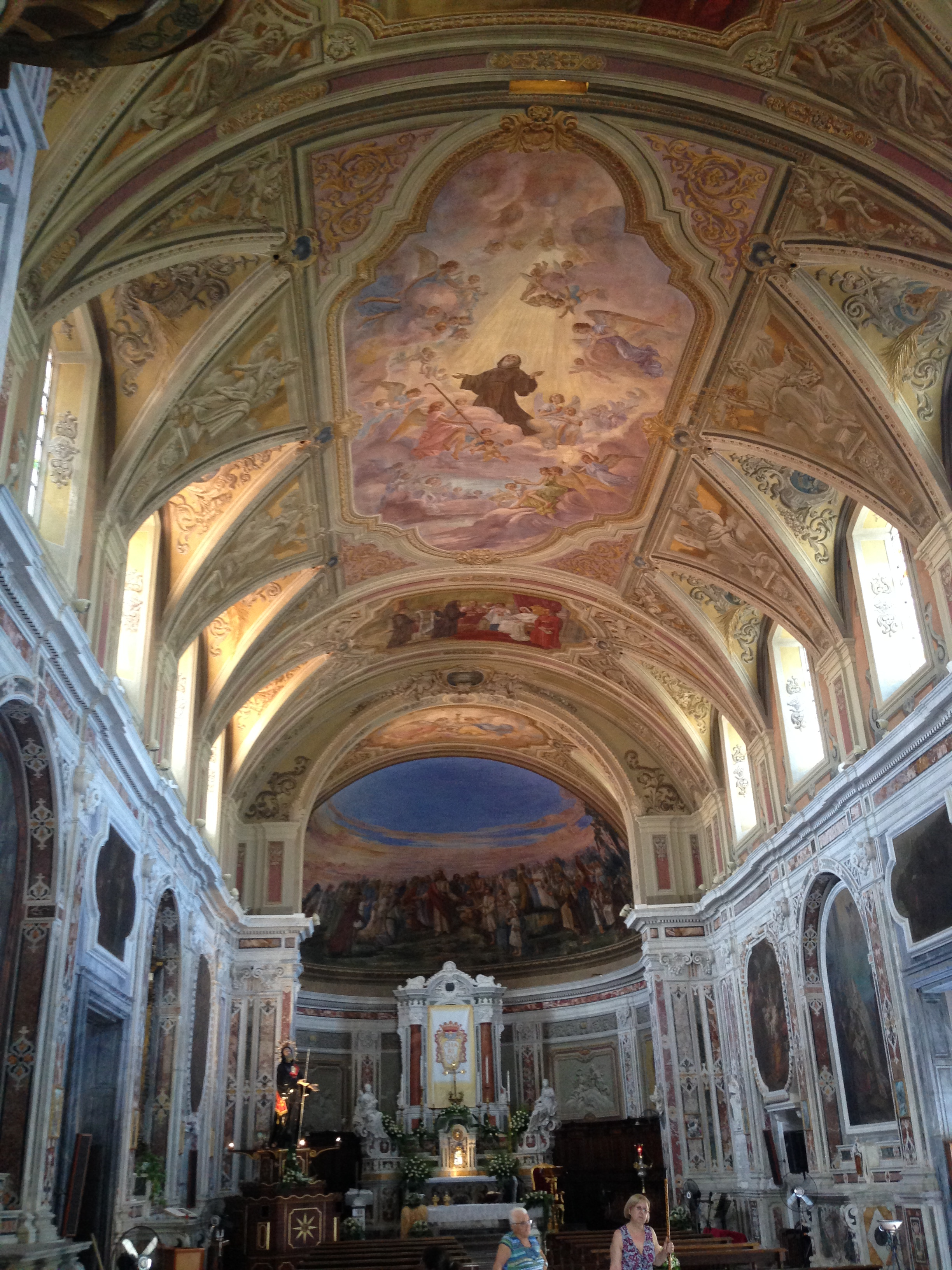
Interno.

Tras los enfrentamientos entre las tropas de Garibaldi y Borbón el 20 de julio de 1860, el lugar de culto sufrió daños y actos vandálicos, circunstancia que motivó su cierre temporal.

### Época contemporánea
El templo sufrió un incendio el 10 de mayo de 1908 y fue dañado por el terremoto de Messina el 28 de diciembre del mismo año.

## Fachada
- Dos grandiosas pilastras con capiteles corintios y pináculos en los extremos superiores enmarcan la fachada de tribuna de dos órdenes. En el primer orden se encuentran la entrada y dos ventanas ovaladas con ricos marcos de piedra rematados por escudos coronados, la puerta está delimitada por columnas jónicas con capiteles corintios que sostienen el estante del balcón logia central ricamente enmarcado del segundo orden, en a los lados otras tantas ventanas balcones con rejas de hierro forjado. Sobre el arquitrabe de la puerta hay un friso con una inscripción. El arquitrabe del balcón está coronado por un tímpano curvado con motivo de hojas de acanto, en el centro hay un friso coronado conectado con festones florales. La concha, símbolo de la peregrinación terrena, domina las guirnaldas que decoran las ventanas laterales. Una cornisa mixtilínea articulada con múltiples órdenes de molduras delimita el segundo orden. Se cierra con una grandiosa estela realizada en sillares de lados curvilíneos que porta un redondel esculpido con figuras antropomorfas con un grandioso efecto de rayos de sol con el lema grabado "CHARITAS". Un tímpano triangular corona la estela y las volutas apicales sostienen la cruz.

A la derecha una puerta permite el ingreso desde la carretera, en el primer nivel hay dos óculos con frontones curvos, en el segundo nivel un balcón intercalado entre óculos ciegos.
A la izquierda, pertenecientes al monasterio, una serie de accesos (el último de ellos con fachada de tribuna de planta similar a la de la iglesia). En el segundo nivel una serie de cinco balcones. De tercer orden una teoría de las siete ventanas. La fachada general, tras las últimas campañas de intervenciones de conservación, se encuentra en excelentes condiciones de restauración.
En lugar de la entrada occidental original se encuentra una artística mayólica de colores que representa al Santo.

## El altar mayor
- El altar mayor dedicado al Santo es una rica muestra de mármol policromado de Giacomo Amato y Gianfranco Arena del siglo XVIII. En la base hay un valioso frontal con incrustaciones. En los extremos del alzado hay dos hermosas estatuas, las alegorías de la Fe a la derecha, la Esperanza con el niño a la izquierda. El altar fue encargado por el barón Paolo Lucifero en 1751 y tiene en los extremos el escudo nobiliario de la familia Lucifero.

La hornacina del alzado que alberga la efigie de San Francisco es obra de Gaetano Recupero, construida en 1916 y ocupa el lugar de la pintura original del Santo  que fue destruida en el incendio del 10 de mayo de 1908. En el centro del conjunto monumental, dos columnas con capiteles corintios sostienen un entablamento de tres niveles perspectivo y simétrico, rematado por un arco con volutas y una cabeza de ángel alada central, de carácter vivaz. El conjunto alberga el simulacro del Santo, una estatua de madera policromada atribuida a Filippo Quattrocchi del siglo XVIII.

## Presbiterio

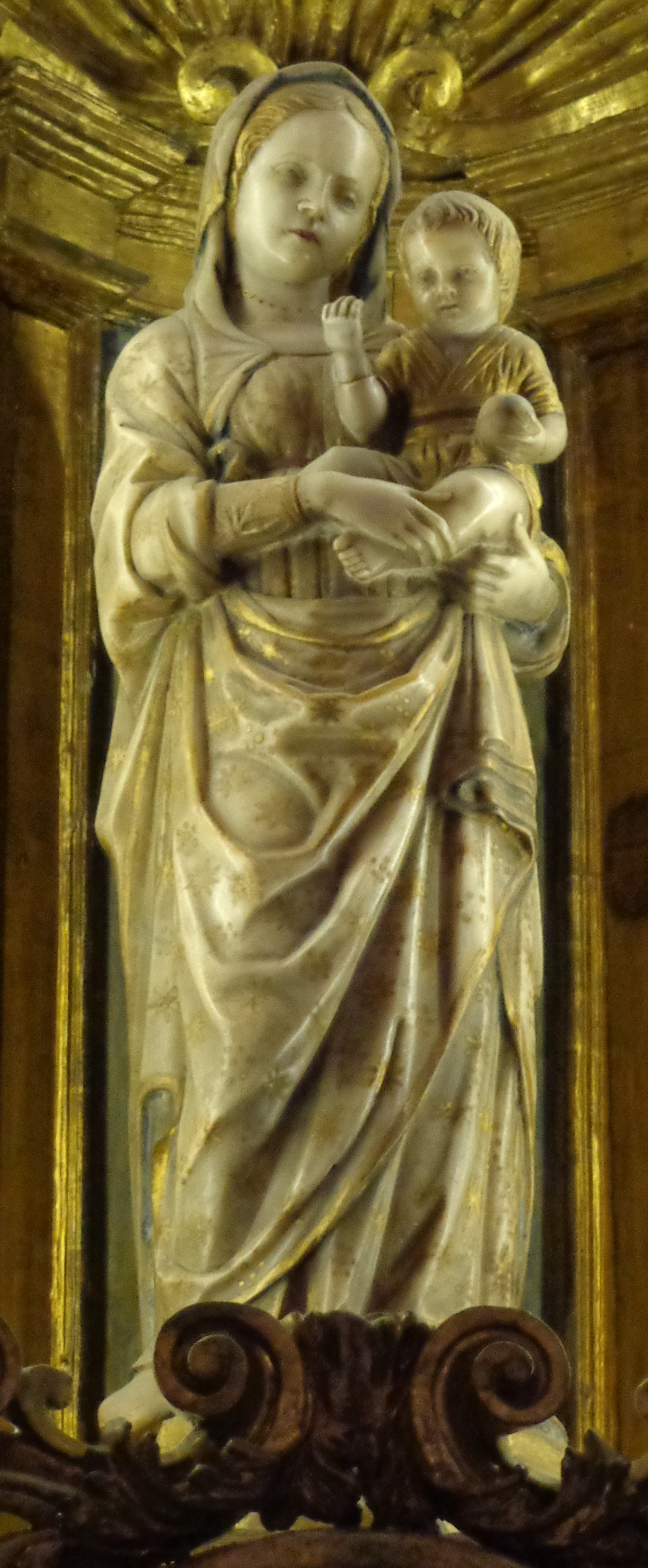
Virgen con el Niño, Altar de Jesús y María.

- En el remate del ábside se reproduce el fresco contemporáneo que reproduce una escena del milagro de la Multiplicación de los panes y los peces de Vincenzo Severino creado en 1914.
- En el tondo de la derecha está representado el beato Nicola Saggio da Longobardi, óleo sobre lienzo del siglo XVIII.
- En el tondo de la izquierda está representado el beato Gaspare de Bono, óleo sobre lienzo del siglo XVIII.

A lo largo de los muros del presbiterio se encuentra un coro de nogal compuesto por catorce sillería construido en el bienio 1759-1760.

## Nave
El interior de una sola nave tiene los altares menores adosados a los muros laterales. La mayoría de los frescos y pinturas originales conservados fueron destruidos tras el incendio del 10 de mayo de 1908 y el terremoto de Messina del 28 de diciembre del mismo año, quedando muy pocas obras supervivientes. Un ejemplo es la imagen impresa en la puerta de la casa de Cándida que se convirtió en el panel venerado del altar mayor del Santuario y se perdió en el incendio de 1908. Sin embargo, el ciclo pictórico de las bóvedas y muros fue restaurado en la segunda década del siglo pasado (1914-1915) por Raffaele y Vincenzo Severino.
- " Ángeles con el Santísimo Sacramento ", fresco realizado entre el arco triunfal y el remate del ábside, obra de Vincenzo Severino de 1914.

Los frescos primitivos de la bóveda de Scipione Manni  han sido sustituidos por:
- La parte central de la bóveda tiene un fresco con la " Gloria de San Francesco di Paola" 1914 de Raffaele y Vincenzo Severino 1910-1914. A lo largo del eje principal se reproducen dos escenas menores:
  - " Encuentro entre San Francesco di Paola y Ferrante d'Aragona " de Raffaele Severino de 1914 que representa el episodio de la moneda donada por el monarca que, al romperse, gotea sangre. En los penachos correspondientes a los nervios de las bóvedas de crucería de las ventanas laterales, figuras alegóricas sostienen volutas;
  - "Encuentro entre San Francisco de Paula y el Papa Sixto IV en 1483" de Vincenzo Severino de 1914 que representa la aprobación papal de la Regla. En los penachos correspondientes a los nervios de las bóvedas de crucería de las ventanas laterales, otras tantas figuras alegóricas sostienen volutas. En orden las palabras: " ET PRINCIPES MIRABANTUR EUM", "ADMIRABILIS FUIT IN COSPECTU REGUM", "ET IN VERBIS SUIS MONSTRA PLACAVIT", "GLORIFICAVIT ILLUM DOMINUS IN COSPECTO REGUM". Junto al óculo hay un friso al fresco con la inscripción del autor " Raffaele Severino decorado en 1914".
- 1914, Los vitrales artísticos son realizados por Salvatore Gregorietti.

Instalado en la contrafachada, el imponente coro con celos, construido en 1760, delimita el entorno del vestíbulo. El techo del vestíbulo presenta un complejo fresco que reproduce el lema " Charitas ", rodeado en las cuatro esquinas por reproducciones de vistas de una ciudad marítima. En el luneto enriquecido por un óculo en correspondencia con el coro están pintados al fresco: el milagro del Cruce del Estrecho de Mesina y la alegórica Entrega de la Regla.
Numerosos epígrafes y lápidas de mármol están presentes en las paredes ricamente decoradas con incrustaciones de estuco y mármol. Son importantes los monumentos sepulcrales en las paredes, en el suelo y presentes en la cripta, cerca de un altar de estuco donde están colocados los restos del padre Francesco Cerdonis 1518 y Ángela Leonte 1559, virgen terciaria que murió con fama de santidad.

## Muro de la nave derecha
- Vestíbulo: " Capilla del Santísimo Crucifijo ", al pie de un antiguo Crucifijo y el simulacro de Nuestra Señora de los Dolores, se recompone en una vitrina de cristal el cuerpo de la mártir Santa Cándida, cuyos restos fueron exhumados de la Catacumba de Santa Ciriaca el 19 de junio de 1784, la sala por tanto no alberga la urna de la Beata Cándida Leonte,  virgen de Milazzo, Discípulo del hacedor de milagros de Paola, terciario mínimo, cuyo entierro está dispuesto en otro lugar.[1][2]
- Primer tramo: pintura al óleo sobre lienzo.
- Segundo tramo: " Altar de las Vírgenes Mártires ", el óleo sobre lienzo de 1914 de Vincenzo Severino " Vírgenes Mártires " que representa a Santa Lucía, Santa Águeda y Santa Apolonia constituye un retablo.
- Tercer tramo: Entrada al norte. Pintura al óleo sobre el arquitrabe.
- Cuarto tramo: "Altar del Sagrado Corazón", sobre la mesa hay una estatua del Sagrado Corazón de Jesús en Lecce de papel maché de artista desconocido, el cuadro del "Milagro del obispo San Biagio " que representa la curación providencial de un niño con un hueso atrapado en la garganta, óleo sobre lienzo de Giuseppe Tomba, 192.
- Quinto tramo: cuadro que representa "San Francisco de Paola y la curación del niño de rostro deforme", óleo sobre lienzo de Letterio Paladino del siglo XVIII.

## Muro de la nave izquierda
- Vestíbulo: " Entrada a la Sacristía", Sacristía.
- Primer tramo: óleo sobre lienzo que representa el "Milagro de la curación del electrocutado", obra en restauración, sobre la mesa el simulacro del Santo. Aunque la pintura es una de las obras más desgastadas, la firma y la fecha de 1723 permitieron datar el ciclo restante.
- Segundo tramo: "Altar de San Francisco Javier". Sobre la mesa el retablo, óleo sobre lienzo, que representa la "Virgen con el Niño entre los Santos" entre San Francesco Xavier, Sant'Onofrio y San Giovanni Nepomuceno, de artista desconocido de la segunda mitad del siglo XVI, lienzo de la Capilla Proto de la iglesia de San Francesco Saverio en via Giacomo Medici, trasladada aquí tras los daños sufridos por el edificio debido al terremoto de 1908.
- Tercer tramo: entrada a la sacristía lateral. Fresco de ángel con trompeta y lema " CHARITAS", fresco de Scipione Manni del siglo XVIII. Pintura al óleo sobre lienzo en el arquitrabe que representa "La liberación de un inocente", obra del siglo XVIII de Letterio Paladino .
- Cuarto tramo: "Altar de Jesús y María". De la iglesia original queda un altar dedicado a Jesús y María conocido como altares de espejos: la bóveda de arco incrustada en la pared con pilastras que enmarcan una hornacina central está cubierta de espejos, que a su vez están ricamente decorados con festones y tejidos florales de madera dorada. en estilo rococó. En el interior de la hornacina se encuentra una valiosa estatua de alabastro que representa una "Virgen con el Niño" encargada a Domenico Gagini y que lleva en el panel el escudo de armas de la rama siciliana de la poderosa familia Ventimiglia. El maestro tesino es el fundador del movimiento artístico definido como Renacimiento siciliano, muy activo junto con su hijo Antonello, sus nietos y la escuela gaginiana en toda la zona con obras escultóricas y artefactos de mármol de alta factura estilística. Sobre el sagrario el cuadro " San José con el Niño", óleo sobre lienzo de artista desconocido del siglo XVIII.
- Quinto tramo: óleo sobre lienzo que representa la "Entrada Solemne de San Francesco di Paola en Milazzo ", obra del siglo XVIII de Letterio Paladino.

## Obras dispersas

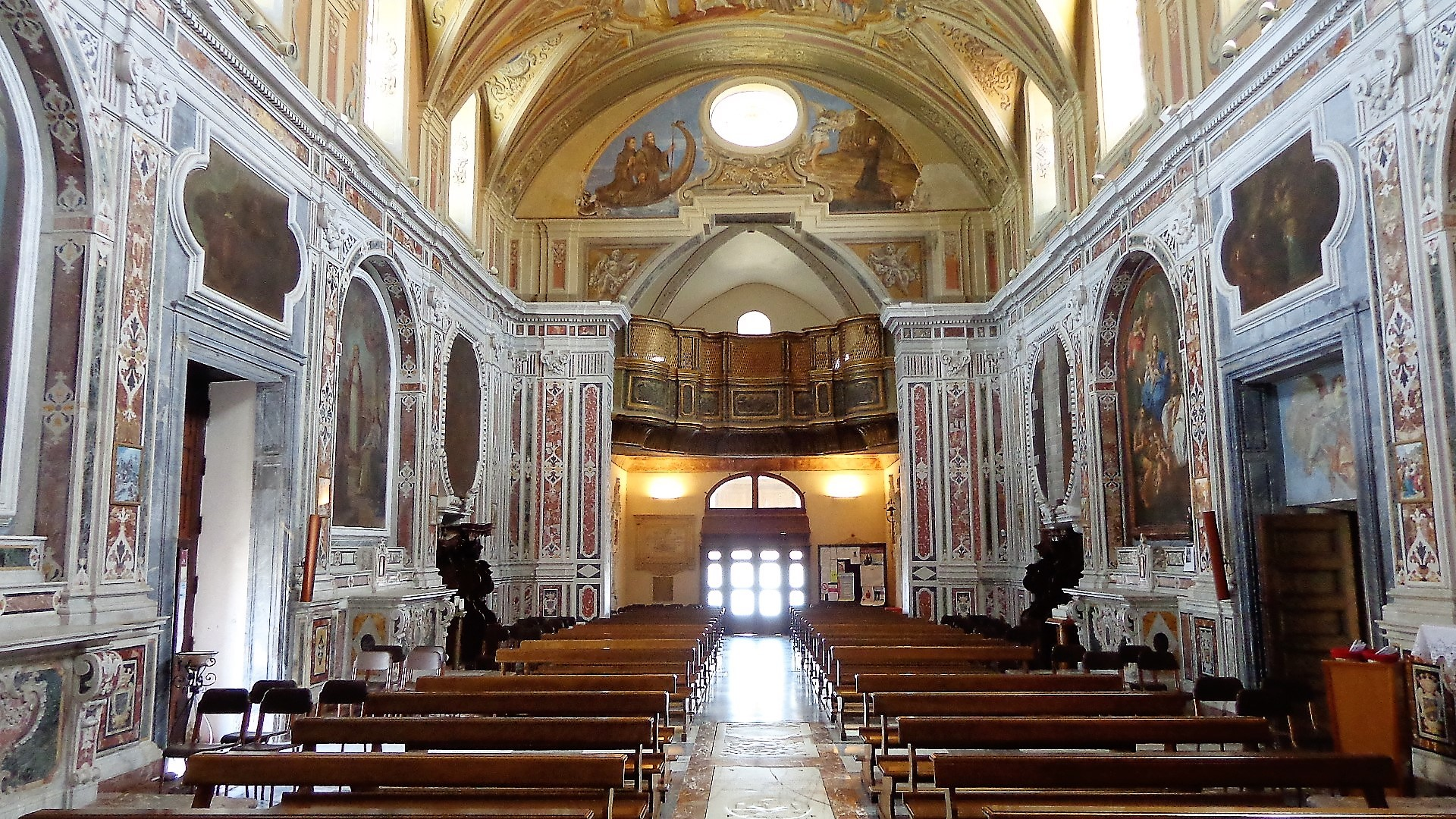
Nave y coro.

Varios milagros inspiran algunas pinturas en proceso de restauración:
- Siglo XVIII, Milagro de San Biagio, pintado sobre lienzo, obra que representa la salvación por los pelos de la asfixia provocada por una espina de pescado. San Biagio está representado como un protector de las enfermedades de garganta, en este caso recuerda la colina de San Biagio, la antigua iglesia y el propietario original.
- Siglo XVIII, El don del agua curativa, pintado sobre lienzo.
- Siglo XVIII, El envío de las vacas, pintura sobre lienzo.
- Siglo XVIII, Liberación de los inocentes injustamente encarcelados, pintura sobre lienzo.

Otros milagros inspiran escenas al fresco colocadas de manera diferente, entre los eventos más importantes se encuentran:
- Milagro de la resurrección del ahorcado después de tres días,
- Milagro de la vuelta a la vida del fiel corderito Martinello devorado por despecho de los albañiles,
- Milagro de cruzar el estrecho de Messina,
- Milagro del edificio sin cimientos,[3]
- Milagro de las Piedras,[3]
- Milagro del pozo y del agua salada milagrosa,[3]
- Milagro del alargamiento del haz,[3]
- Milagro de cortar la morera,
- Milagro póstumo de la bala en Milazzo, de la misma naturaleza que el milagro póstumo de la bomba sin explotar en Paola.

## Inscripciones
Inscripciones conmemorativas y figuras enterradas:
| - 1782, Filippo Staiti Omodei. - 1815, Marco Aurelio Lisi y Anna Mostaccio. - ?, Giuseppe Lavecchia. - 1769, Guglielmo y Rosa D'Amico. - 1745, Francesca Constantini D'Amico. - 1717, Francisco La Rosa. - 1723, Wolfgang Alexius Fellner von Feldegg. - 1750, Carlo de Cusack Marchioni. - 1808, Gerónimo Bonaccorsi. | - 1810 (?), Juan Amalfi. - 1775, Domenico Passalacqua. - 1794, Gioacchino Bonaccorsi. - 1727, Francisco Baele. - 1807, Juan Federico Lucifero. - 1719, Antonio LB von Wallis en Carrighmain Leskov. - 1752, Francisco Lucifero. - 1727, Francisco Lucifero. |

## Convento

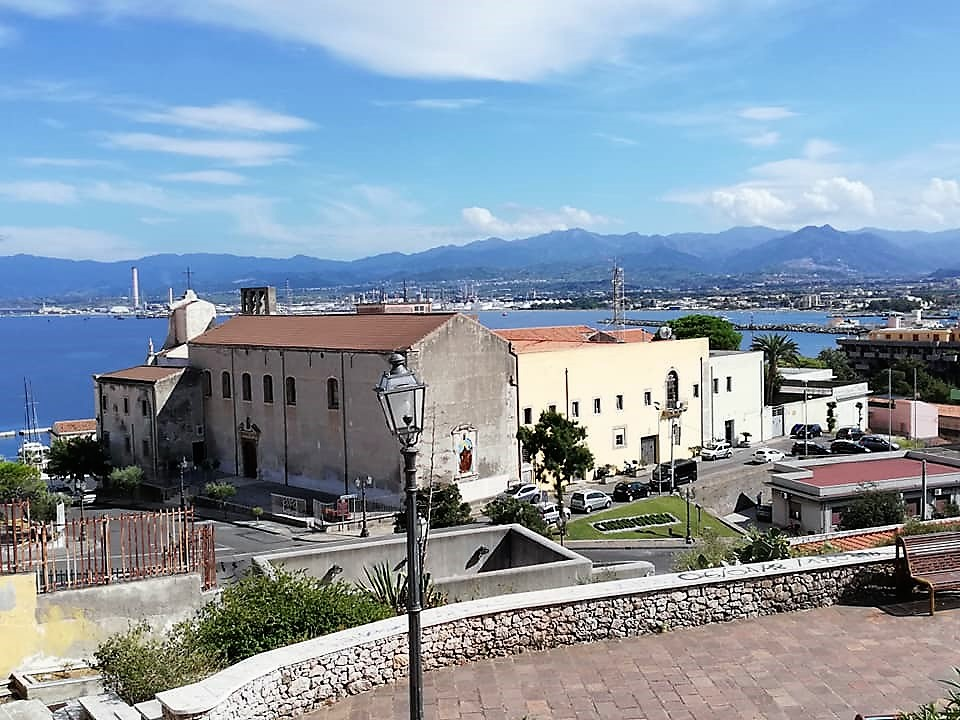
Agregado del Orden de Mínimos.

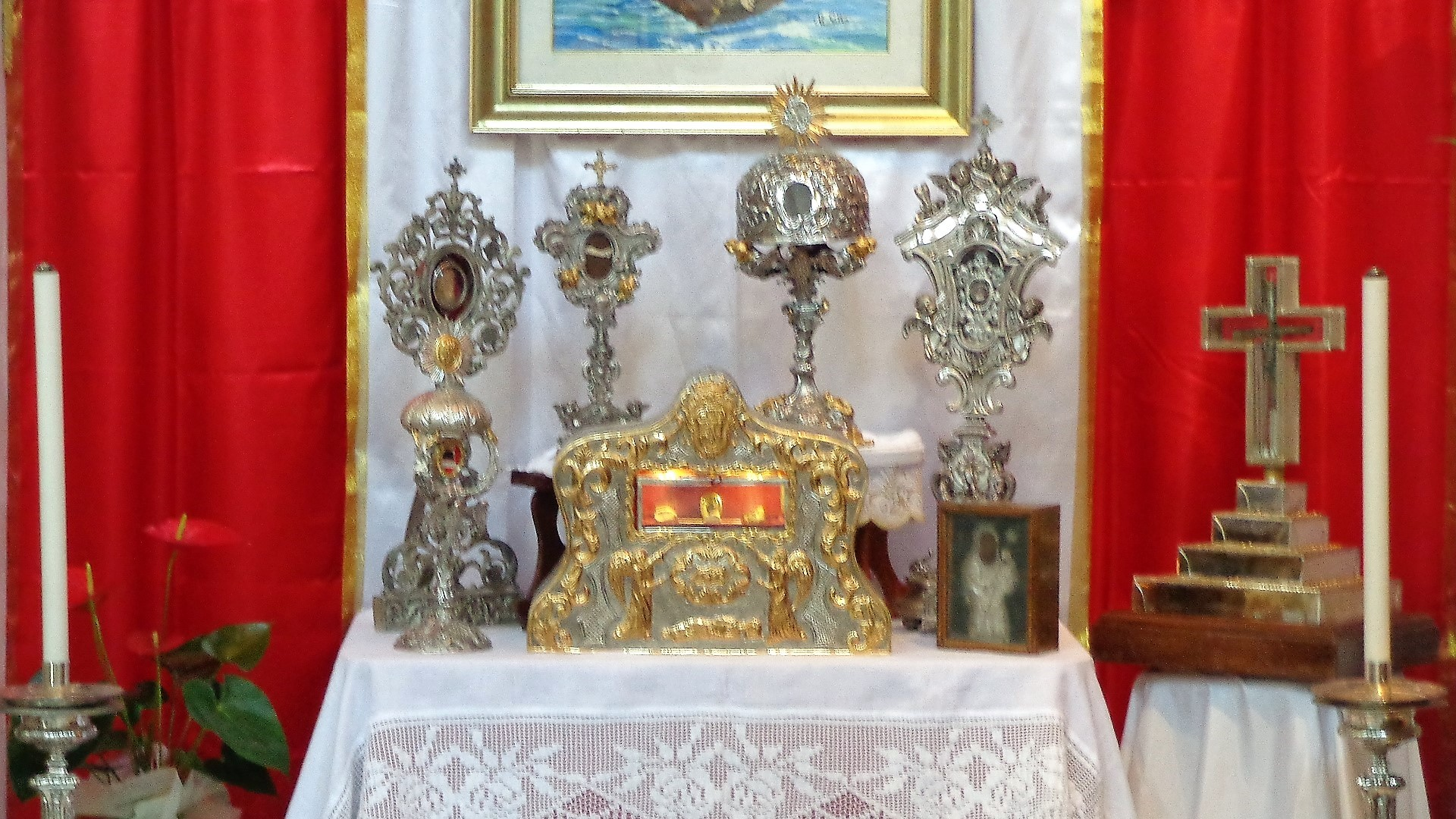
Relicarios.

En 1650 el convento contaba con veintiocho habitaciones, un apartamento para huéspedes de rango, una casa de huéspedes, una enfermería y un noviciado y estaba habitado por diecisiete religiosos.
Las estructuras albergaron a personas eminentes, incluido el virrey de Sicilia y el teniente Ettore Pignatelli, conde y duque de Monteleone bajo el reinado del emperador Carlos V de Sicilia durante su largo mandato de 1517 a 1535, el príncipe Emanuele Filiberto de Saboya ( 1622 ) virrey en la época. de Felipe III de Sicilia, en 1677 el teniente interino cardenal Luis Manuel Fernández Portocarrero, arzobispo de Toledo en tiempos de Carlos III de Sicilia .
La renombrada facultad de estudios, las sedes del noviciado y el clero de la provincia monástica dieron mayor prestigio a la institución desde 1620 hasta 1855.
El convento fue bombardeado durante la batalla de Milazzo el 15 de octubre de 1718 y parcialmente demolido debido a las posteriores represalias alemanas. 
Tras la promulgación de las leyes subversivas de 1866, las estructuras fueron requisadas para permitir la asignación de tropas reales, los edificios sufrieron modificaciones con la reducción del espacio para uso de la comunidad.

Las obras de restauración y consolidación llevadas a cabo en los años 30 sacaron a la luz, en una de las salas de la planta baja, fragmentos de mosaico, testimonio de la existencia de un importante edificio público o de una villa patricia de cierto valor atestiguada en la época imperial romana de la época de los Antoninos (138-192), estudios recientes remontan su ubicación en la época helenística siglos II - III a. C.